# My Life in a Stolen Moment
My Life in a Stolen Moment (La mia vita in un istante rubato) è il titolo di una poesia scritta da Bob Dylan intorno al 1962.
Come altri scritti ascrivibili prettamente alla produzione letteraria giovanile di questo autore, non destinati quindi ad essere musicati, anche questo testo fa parte della collezione di Poems, Prose and Other Broken Thoughts (Poesie, prose ed altri pensieri interrotti) che in buona parte - come nel caso degli 11 Outlined Epitaphs - ha trovato pubblicazione nei volumi Writings and Drawings e Lyrics 1962-1985.
Alcuni di questi testi sono stati utilizzati dalla casa discografica del cantante - la Columbia Records - come note di copertina per alcuni suoi dischi.
Al pari di altri componimenti di Dylan che vengono tuttora declamati in reading letterari, anche questo è stato inserito in antologie poetiche, ad esempio in Studio A: The Bob Dylan Reader, di Benjamin Hedin, edito nel 2004 da Norton & Co Inc Published.

## Iniziazione "on the road"
La poesia ha contenuto totalmente autobiografico. Già dall'incipit, Dylan (che, occorre ricordare, all'epoca in cui la compose era poco più che ventenne) - cita le sue origini (fra le città del Minnesota di Duluth, in cui è nato, e Hibbing, in cui ha trascorso l'infanzia e l'adolescenza), la sua gioventù (Sono scappato via a 10, 12, 13, 15, 15 e mezzo, 17 e 18 anni, sono stato preso e riportato indietro tutte le volte meno una), riflessioni sull'esperienza scolastica (ho scritto la mia prima canzone per mia madre intitolandola "Alla mamma", l'ho scritta in quinta e l'insegnante mi diede 7+), il malessere della vita di provincia (Si può stare ad un'estremità della strada principale di Hibbing e vedere oltre i limiti della città dall'altra parte).
I versi proseguono narrando di avventure sentimentali o semplicemente esistenziali fra il Dakota del Sud, il Texas, la California, il Wisconsin, la frontiera con l'Oregon, il Nuovo Messico, fino alle danze sfrenate alle feste indiane del Mardi gras di New Orleans, attraverso un'America vista - on the road, ovvero dalla strada - con gli occhi di un adolescente di provincia che si improvvisa hobo  facendo l'autostop. Tutti temi che saranno in seguito ripresi dal film di Dennis Hopper Easy Rider.
L'eco lontano della Grande depressione si fa sentimento personale dell'autore, che scrive:
La chiusura del cerchio non può essere - come lo stesso Dylan specificherà in maniera più prosaica ma ugualmente autobiografica nel suo Chronicles - Volume 1 - che a New York:
I concerti al Gerde's Folk City portarono in effetti Dylan a essere messo sotto contratto dalla Columbia Records che lo fece debuttare - vera e propria scommessa - sul mercato discografico.
La chiusa della poesia è dedicata da Dylan a una sorta di celebrazione (quasi un atto di ringraziamento) verso ii musicisti e la musica rispetto alla quale ha sempre ammesso di sentirsi debitore, in particolare i folk-singer Woody Guthrie, Big Joe Williams, ma anche un'enfatizzazione delle sensazioni che hanno animato i suoi primi passi di artista: i volti che non riesci a ritrovare, i dischi sentiti una sola volta, il fischio lamentoso del treno, che quando  apri gli occhi e le orecchie e ne vieni influenzato non ci puoi far proprio niente.
In conclusione, scrive: 